# Tess Haubrich
Tess Haubrich és una actriu i model australiana que ha interpretat, entre altes, el paper de Heather a la pel·lícula de ciència-ficció de Netflix Spiderhead del 2022.

## Primers anys i educació
Haubrich va néixer el primer d'abril de 1990 a Sydney, Nova Gal·les del Sud. Va estudiar a l'Institut Pittwater i a la SCECGS Redlands.
Haubrich va passar els últims anys d'adolescència exercint de model de moda a Austràlia, Hong Kong, França i Alemanya. Es va formar durant dos anys a l'Actors Centre Australia, una escola privada de teatre de Sydney.

## Carrera professional
El 2009, va aparèixer en dos episodis de la telenovel·la Home and Away com a Catie Merrin. Va tornar a la sèrie com un personatge diferent, Shandi Palmer, el 2014.
Haubrich ha aparegut en diverses produccions internacionals importants filmades a Austràlia, incloent-hi papers menors a The Wolverine (2013) i Infini (2015); com a soldat Sarah Rosenthal a Alien: Covenant, i com a Woman in Black a la pel·lícula Bleeding Steel de Jackie Chan, ambdues de 2017.
A finals del 2017, va tenir un paper protagonista a la segona temporada de Wolf Creek. El 2018, va interpretar un dels personatges principals a la sèrie dramàtica d'espies australiana Pine Gap.

## Filmografia
| Any  | Títol                                     | Paper                | Notes |
| ---- | ----------------------------------------- | -------------------- | ----- |
| 2009 | Vinyl                                     | Shayla               | Curt  |
| 2009 | Drowning                                  | Phaedra              | Curt  |
| 2010 | Some Static Started                       | Pretty Girl          | Curt  |
| 2013 | The Wolverine                             | Cashier              |       |
| 2013 | Like Breathing                            | Bel                  | Curt  |
| 2014 | Blood Pulls a Gun                         | The Mysterious Woman | Curt  |
| 2015 | Infini                                    | Lisa Carmichael      |       |
| 2015 | Foal                                      | Aurora               | Curt  |
| 2016 | A Thousand Words                          | Claudia              | Curt  |
| 2017 | Alien: Covenant                           | Sarah Rosenthal      |       |
| 2017 | Bleeding Steel                            | Woman in Black       |       |
| 2018 | Nekrotronic                               | Torquel              |       |
| 2018 | I F*cked a Mermaid and No One Believes Me | Rose                 | Curt  |
| 2022 | Spiderhead                                | Heather              |       |
| 2024 | Rippy                                     | Maddie               |       |

### Televisió
| Any          | Títol                  | Paper               | Notes                        | Ref   |
| ------------ | ---------------------- | ------------------- | ---------------------------- | ----- |
| 2009         | Home and Away          | Catie Merrin        | Episodis: "1.4988", "1.4992" |       |
| 2011         | Slide                  | Jessica             | Episodi: "1.8"               |       |
| 2014         | Jack Irish: Dead Point | Sienna              | Telefilm                     |       |
| 2014         | Home and Away          | Shandi Ayres        |                              |       |
| 2017         | Wolf Creek             | Rebecca Michaels    | Protagonista (temporada 2)   |       |
| 2018         | Pine Gap               | Jasmina Delic       | Minisèrie                    |       |
| 2019         | Bad Mothers            | Sarah               | Protagonista                 | [ 4 ] |
| 2019         | Treadstone             | Samantha            |                              |       |
| 2022         | After the Verdict      | Heidi Lang          | Protagonista                 | [ 5 ] |
| 2023-present | Last King of the Cross | Detective Liz Doyle |                              | [ 6 ] |
| 2024         | Friends Like Her       | Tess                | 6 episodis                   |       |